# جوليو سيزار (لاعب كرة قدم مواليد 1980)
جوليو سيزار دا سيلفا إي سوزا (بالبرتغالية: Júlio César da Silva e Souza‏) هو لاعب كرة قدم برازيلي في مركز نصف الجناح، ولد في 26 فبراير 1980 في إيتاغواي في البرازيل. لعب مع أيك أثينا وإستريلا دا أمادورا ورابيد بوخارست وغازي عنتاب سبور ولوكوموتيف موسكو ونادي جل فيسنتي ونادي سيارا ونادي فلومينينسي ونادي فيغورينسي ونادي كوريتيبا.

## وصلات خارجية
- جوليو سيزار دا سيلفا إي سوزا على موقع اتحاد تركيا (لاعب) (الإنجليزية)
- جوليو سيزار دا سيلفا إي سوزا على موقع قاعدة بيانات كرة القدم.إي يو (الإنجليزية)
- جوليو سيزار دا سيلفا إي سوزا على موقع Soccerway.com (الإنجليزية)